# Colle Croce di Ferro
Il Colle Croce di Ferro (2.546 m s.l.m.) è un valico alpino delle Alpi Graie che collega la Valle di Susa con la Valle di Viù.
Amministrativamente è al confine tra i territori comunali di Bussoleno e di Usseglio.

## Descrizione
Il valico si apre tra il Monte Palon (a ovest) e la Costa Fenera (2.617 m, a est). Sul versante valsusino domina il vallone del Rio Moretta mentre le acque che scendono verso nord sono convogliate nel Lago di Malciaussia dal Rio Croce di Ferro.
Una casermetta poco lontano dal colle fu la sede, nell'estate del 1944, del comando della formazione partigiana 4ª Divisione Alpina GL Stellina "Stellina". A pochi metri di distanza in un altro vecchio edificio ristrutturato è stato allestito il rifugio Ravetto, gestito da privati.
Secondo la classificazione orografica SOIUSA il colle separa il Nodo del Rocciamelone  dalla Cresta Lunella-Arpone, i due sottogruppi che compongono il Gruppo del Rocciamelone.

## Escursionismo
Per il colle transita la tappa della GTA che collega Mompantero a Usseglio.
Dal punto di valico per un ampio crinale erboso-detritico è possibile raggiungere il Monte Palon.